# 古巴三文治

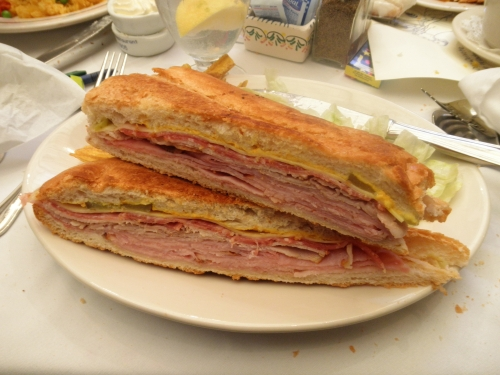
古巴三明治

古巴三文治，是火腿芝士三文治的一種，源自於美國佛羅里達州坦帕或基韋斯特古巴裔工人經常光顧的小食店。主要成分包括：古巴麵包、火腿、烤豬肉、瑞士芝士、醃黃瓜和芥末，有時亦會加上莎樂美腸、生菜或番茄。